# Hertell

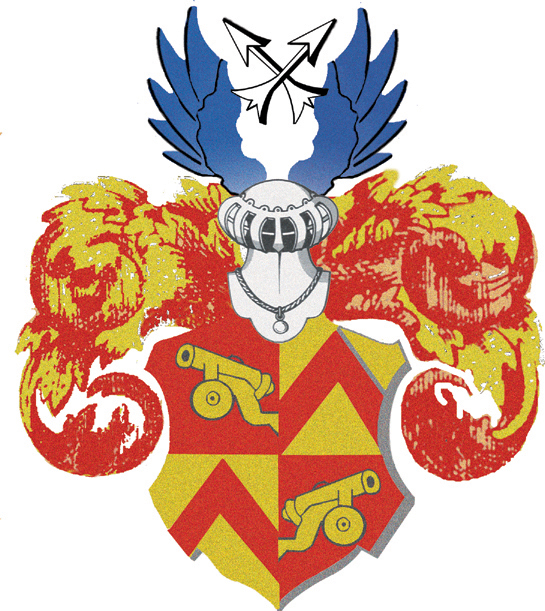
Wappen der Familie von Hertell

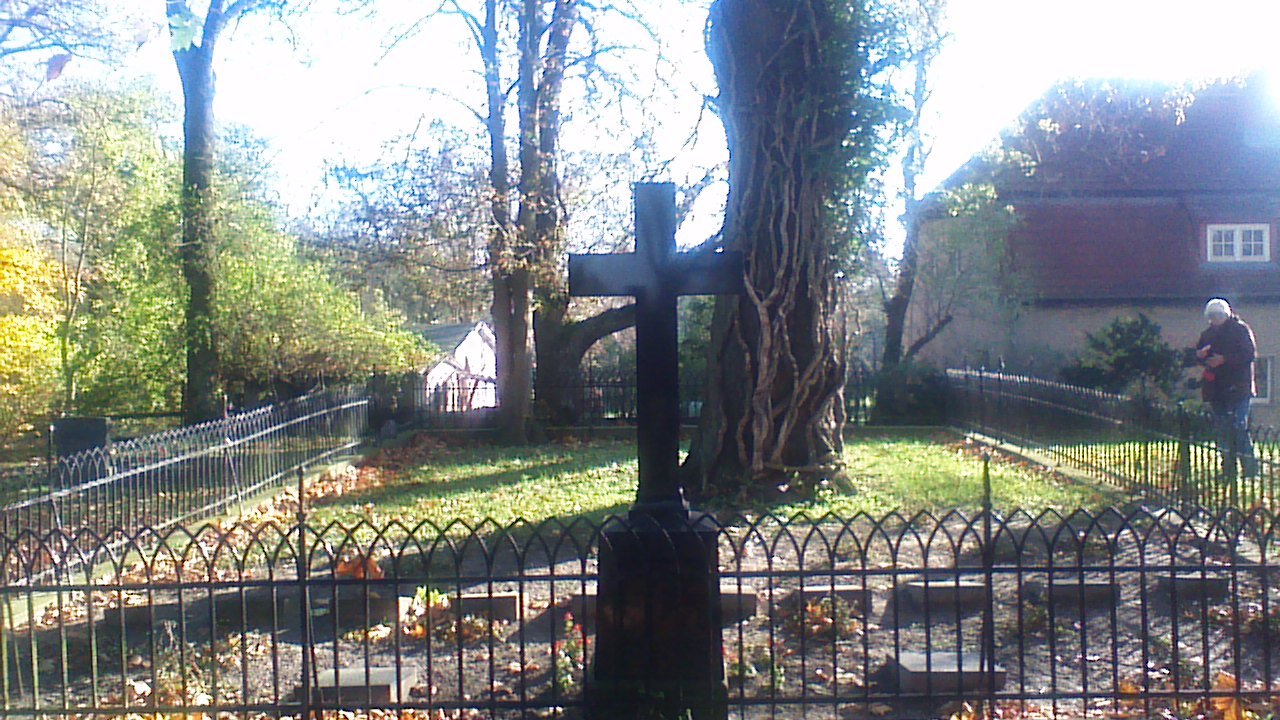
Hertellsches Erbbegräbnis am Friedhof der Kirche St. Marien (Ziethen bei Anklam)

Hertell ist der Name eines Adelsgeschlechts, das sich im 18. Jahrhundert in Vorpommern ansässig machte. Es ist zu unterscheiden von dem schlesischen Adelsgeschlecht Hertel. 

## Herkunft

Hermann Christoph III. (1732–1803)

Die Familie von Hertell stammt aus Mecklenburg und beginnt ihre Stammreihe mit Cyriacus Hertell, der 1586 als Bürger in Schwerin geführt wurde. In Gabriel Anreps Geschlechtertafel des Schwedischen Adels werden noch zwei weitere Vorfahren Gotthard Hertel aus Österreich, Hofkanzler bei Kaiser Rudolph II. und Hans Hertel, Oberstleutnant eines kaiserlichen Kürassierregimentes unter dem Kommando des Herzogs von Mecklenburg genannt.
Cyriakus’ Nachkommen wurden am 12. Juni 1731 von König Friedrich von Schweden als adelige Familie (ursprünglich aus Österreich stammend!) naturalisiert und unter der Nummer 1853 in die Schwedische Ritterschaft aufgenommen. Im Zuge der schwedischen Nobilitierung wurde auch statt der ursprünglichen Schreibweise Hertel die Namensschreibung Hertell eingeführt.  
Cyriacus Hertell war Hofmarschall in Mecklenburg-Schwerin. Wilhelm Hertell II. (1625–1709), der im Dreißigjährigen Krieg als Leutnant im Regiment von Landgraf Friedrich von Hessen-Eschwege kämpfte, kam durch Heirat in den Besitz des Dorfes Nisdorf nordwestlich von Stralsund. 
1750 erwarb Hermann Christoph II. ein Rittergut in Bömitz (circa 10 km entfernt von Anklam) und ließ dort das heute noch bestehende Gutshaus Bömitz errichten.
Sein Sohn Hermann Christoph III. (1732–1803) erwarb am 15. April 1763 von dem Leutnant Johann Friedrich Magnus von Lagerström die zwischen Bömitz und Anklam gelegenen benachbarten Güter Daugzin und Ramitzow für 38.000 Taler und 100 Dukaten. Beide Güter blieben bis um 1950 im Besitz der Familie und wurden von der DDR enteignet.
Einer seiner Söhne, Christoph Friedrich (1780–1855), kaufte am 26. Februar 1819 Plennin im Kreis Franzburg. Die Witwe seines Sohnes Karl Friedrich Wilhelm Hermann verkaufte das Gut 1891 an den Grafen Ulrich von Behr-Negendank auf Semlow. Aus dieser Zeit stammt das Wappen in der Dorfkirche Tribohm.
Ein anderer Sohn, Karl Christian Gustav von Hertell (1778–1852), ließ sich nach seiner Pensionierung als Oberst auf dem Gut Klein Deutschen im Kreis Kreuzburg nieder und begründete einen schlesischen Zweig der Familie. Seine Tochter Mathilde (1818–1900), verheiratet mit dem Grafen Alexander von Ballestrem war die Mutter von Eufemia von Adlersfeld-Ballestrem (1854–1941), einer der beliebtesten deutschen Unterhaltungsschriftstellerinnen ihrer Zeit.

## Ehemalige Besitzungen der Familie Hertell

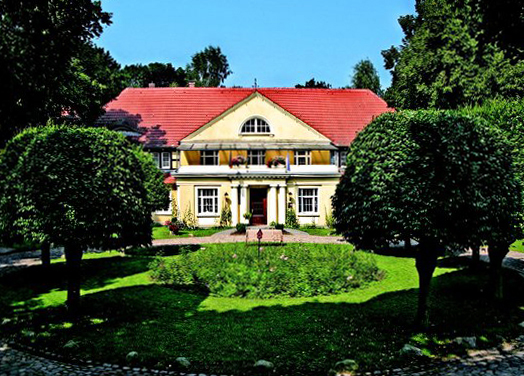
Gutshaus Bömitz 2009
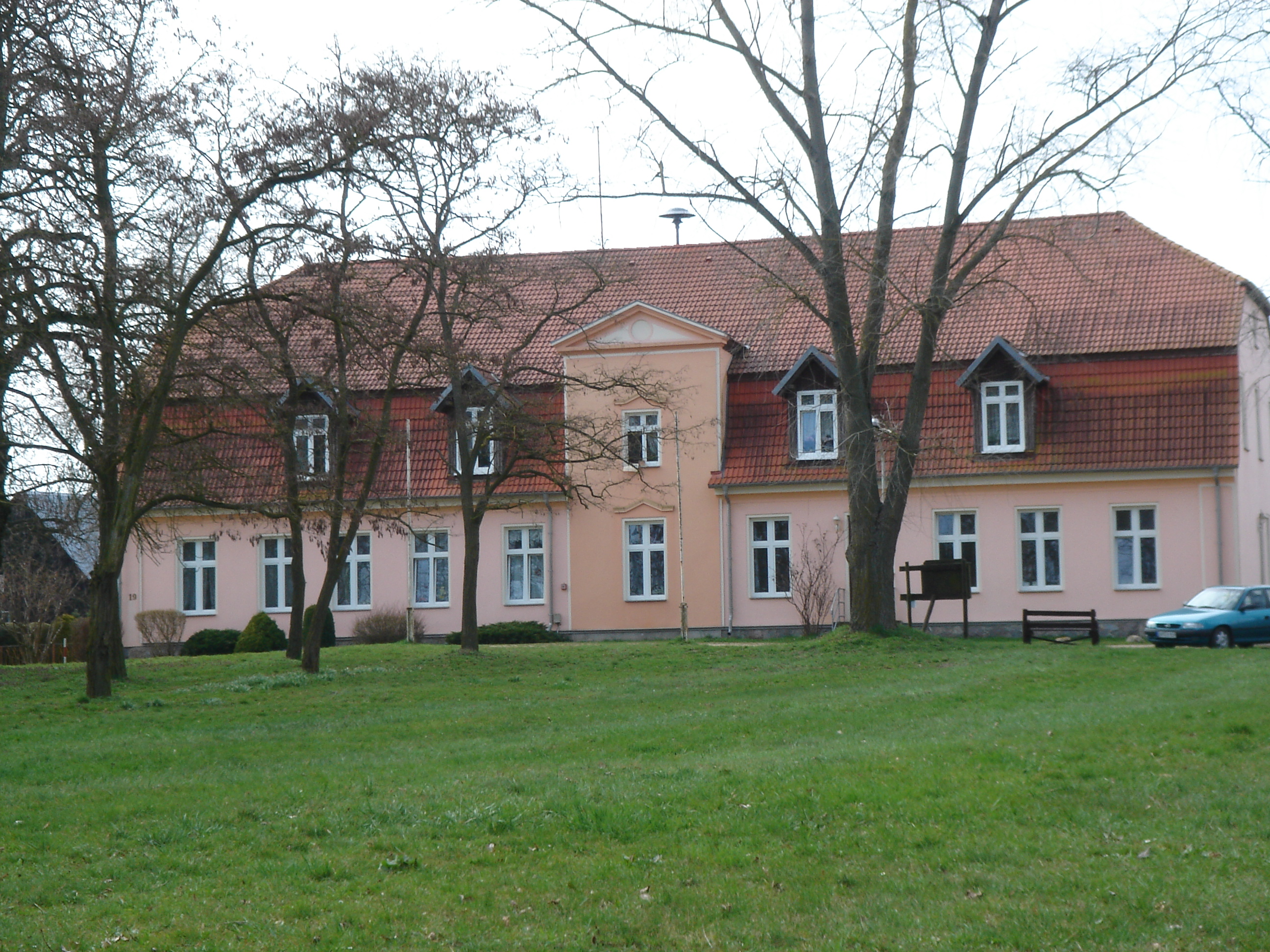
Gutshaus Daugzin 2009
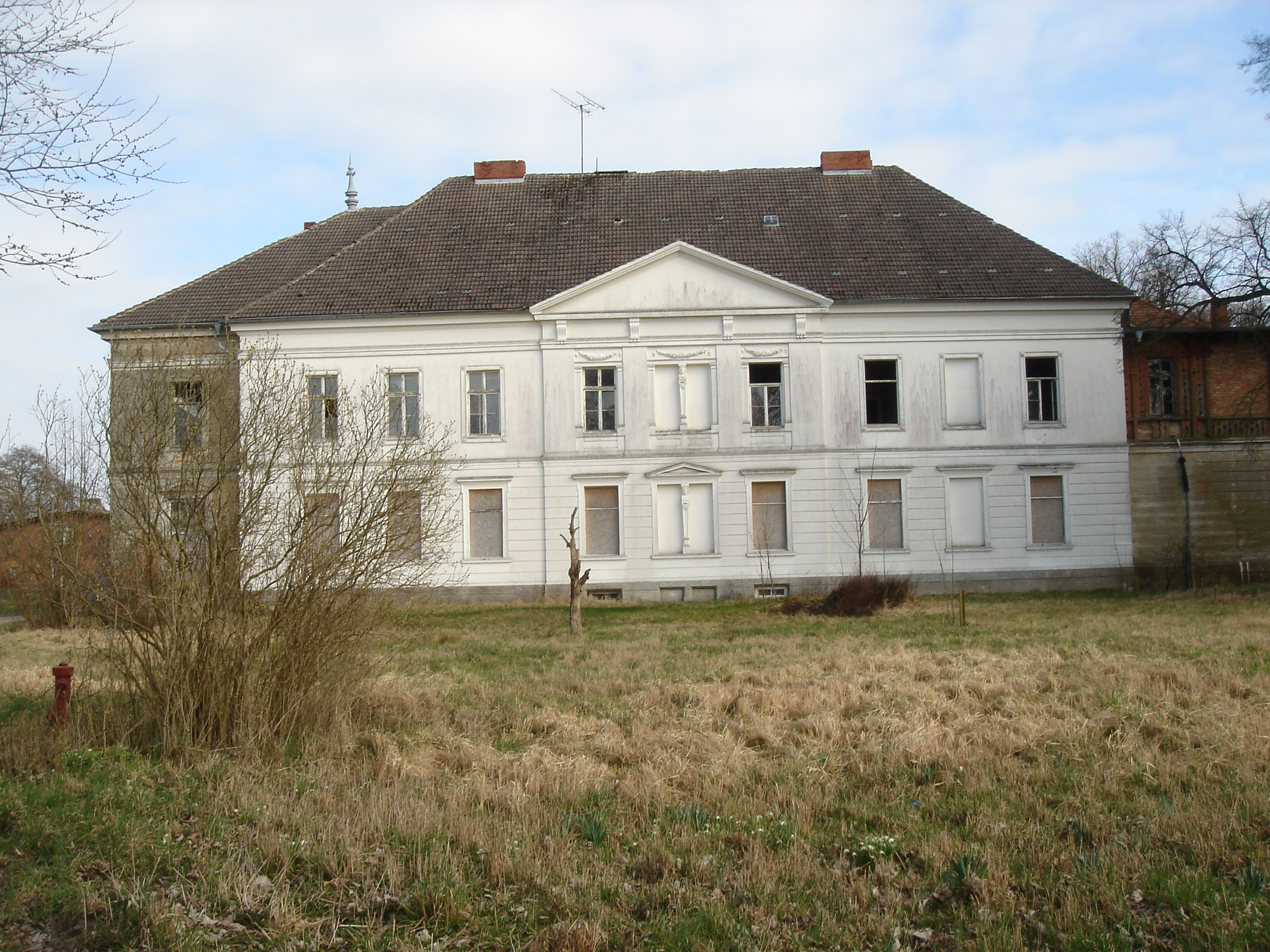
Plennin 2009
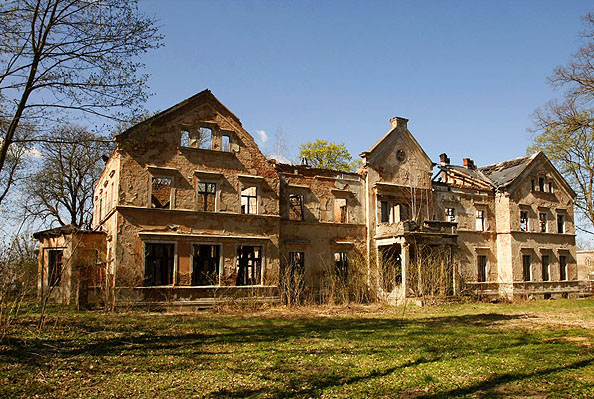
Schloss Grünrade 2009; heute = Grzymiradz (Polen)

## Wappen
- Das Wappen von 1731 ist geviert und zeigt in 1 und 4 in Rot ein auswärts gerichtetes goldenes Geschütz, in 2 und 3 in Gold einen roten Sparren. Auf dem Helm mit rot-goldenen Decken zwei geschrägte goldene Pfeile zwischen offenem blauen Flug.
- Eine repräsentative holzgeschnitzte Ausführung des Wappens befindet sich in Greifswald in einem Wappenfries im Haus Markt 11. Dieser um 1880 entstandene Fries war früher im Sitzungssaal des früheren Kreishauses (Markt 10) des Landkreises Greifswald angebracht und enthält die Wappen der 24 Gutsherren der damaligen Gutsbezirke und der 3 Städte aus dem Kreishaus des Landkreises Greifswald. Der Gutsherr von Bömitz, Daugzin und Ramitzow war Mitglied des Kreistages.

Familienwappen von Hertell in der Kirche von Tribohm
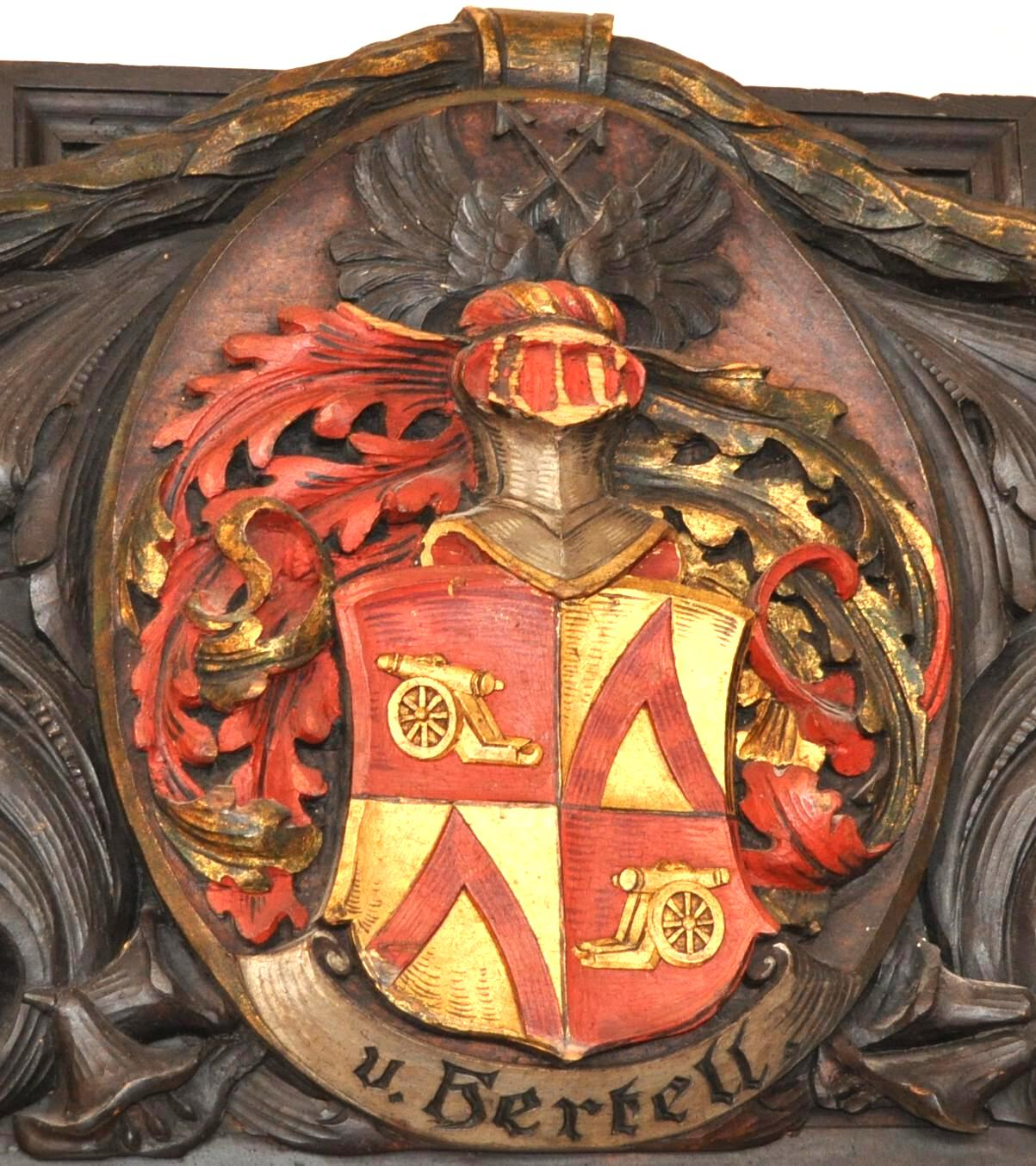
Wappen der Familie von Hertell im Kreishaus Greifswald
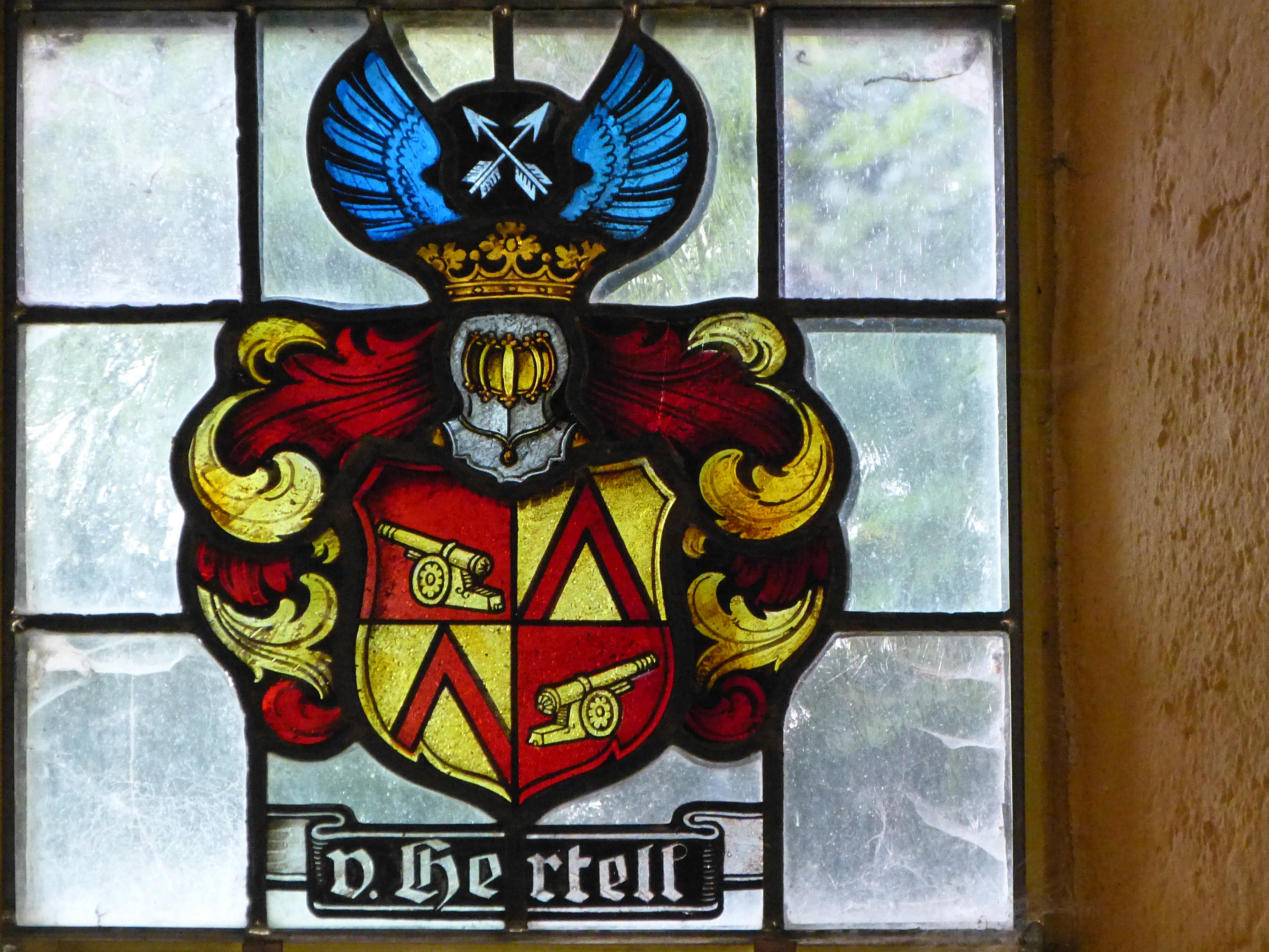
Kirche St. Marien in Ziethen bei Anklam - Fenster mit dem Wappen der Familie von Hertell
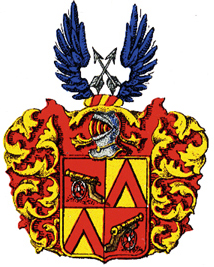
Wappen der Familie von Hertell in Svenska